# Emil G. Sahlin

Djonk på floden Peiho i norra Kina. Foto: Emil G. Sahlin, ur Etnografiska museets bildarkiv.

Emil Gustaf Sahlin, född 9 januari 1879 i Vollsjö, Malmöhus län, död 16 juni 1966 i Stockholm, var en svensk ingenjör och diplomat.

## Biografi
Emil G. Sahlin var son till färgerifabrikör Carl Peter Sahlin (f. 1833) och Maria Persson (f. 1848). Han gifte sig 1926 med Marie Percival (f. 1895).
Han tog studentexamen 1897 och var 1897-1899 elev vid Holmens pappersbruk. 1899-1900 studerade han vid Bergsskolan i Falun. Han gjorde två studieresor - 1900 till svenska och norska pappersbruk samt 1901-1902 till Kanada och USA. 1903 arbetade han som pappersmästare vid Örebro pappersbruk och 1904-1905 som ingenjör vid Skutskärs cellulosafabrik. 1906 var han i Sydafrika på ett enskilt affärsuppdrag.
Han var handelsattaché i Östasien 1907-1912, i Australien och Nya Zeeland 1913 och vid beskickningen i London 1914. 1918-1943 var han generalkonsul i London.
Bland de länder och områden han besökte kan nämnas Kina, Japan, Korea, Sibirien, Filippinerna, Holländska Indien, Brittiska Indien, Sydafrika, Nya Zeeland, Australien, Kanada, USA och Ryssland.
Etnografiska museet i Stockholm har ett 10-tal bilder tagna under Emil G. Sahlins tid i Östasien (Kina, Japan och Indien), förvärvade 1931 från läkaren och botanisten Selim Gotthard Birger (1879-1931).
Grundare av The Society of Swedish Engineers in Great Britain 1924. 

## Utmärkelser
Sahlin erhöll ett flertal utmärkelser: 
- KNO1kl - Kommendör av 1. klass av Nordstjärneorden.
- KVO1kl - Kommendör av 1. klass av Vasaorden.
- KBulgCfO - Kungl. Bulgariska Sankt Civilförtjänstorden.
- JHSO4kl - 4. klass av Japanska Spegelorden (Heliga Skattens orden).